# Oerlikon KCA
Oerlikon KCA – szwajcarska armata rewolwerowa kalibru 30 mm. Zasada działania oparta na odprowadzaniu gazów prochowych przez boczny otwór lufy, bęben rewolwerowy z czterema komorami. Zasilanie zależnie od odmiany prawo lub (częściej) lewostronne. Przeładowanie pneumatyczne lub pirotechniczne (12 ładunków). Działko Oerlikon KCA było montowane w samolotach myśliwskich Saab JA-37 Viggen, a także zasobnikach podwieszanych przenoszonych przez samoloty A-4 i F-4.